# Zorič
Zorič je priimek več oseb:
- Martin Zorič, slovenski inženir elektrotehnike
- Rade Zorič, general